# 菲施河 (戈爾德河支流)
49°25′59″N 11°7′50″E / 49.43306°N 11.13056°E
菲施河（德語：Fischbach）是德國的河流，位於該國東南部，由巴伐利亞負責管轄，屬於戈爾德河的支流，流經紐倫堡縣的魯森維瑟。